# Unione internazionale delle telecomunicazioni
L'Unione internazionale delle telecomunicazioni, in acronimo ITU (dall'inglese International Telecommunication Union, francese : Union internationale des télécommunications, in acronimo UIT) è un'organizzazione internazionale che si occupa di definire gli standard nelle telecomunicazioni e nell'uso delle onde radio. Fondata il 17 maggio 1865 a Parigi da 20 membri con il nome di International Telegraph Union, cambia con il nome attuale nel 1932; dal 1947 è una delle agenzie specializzate delle Nazioni Unite e l'attuale sede è a Ginevra. Il 17 maggio viene festeggiata la giornata mondiale delle telecomunicazioni e della società dell'informazione.
L'ITU era inizialmente finalizzata a favorire il collegamento delle reti telegrafiche tra i vari paesi, ma con l'avvento delle nuove tecnologie di comunicazione il suo mandato si è progressivamente ampliato; nel 1932 ha adottato il nome attuale per riflettere le sue responsabilità estese al settore radiofonico e telefonico. Il 15 novembre 1947, l'ITU ha stipulato un accordo con le Nazioni Unite, appena costituite, per diventare un'agenzia specializzata all'interno del sistema delle Nazioni Unite, che è entrato formalmente in vigore il 1° gennaio 1949.
L'ITU promuove l'uso condiviso dello spettro radio a livello globale, facilita la cooperazione internazionale nell'assegnazione delle orbite satellitari, assiste nello sviluppo e nel coordinamento delle norme tecniche mondiali e lavora per migliorare le infrastrutture di telecomunicazione nei paesi in via di sviluppo. È inoltre attiva nei settori dell'Internet a banda larga, delle comunicazioni ottiche (comprese le tecnologie in fibra ottica), delle tecnologie wireless, della navigazione aeronautica e marittima, della radioastronomia, della meteorologia satellitare, delle trasmissioni televisive, del radioamatore e delle reti di nuova generazione.
Con sede a Ginevra, in Svizzera, l'ITU conta tra i suoi membri 194 paesi e circa 900 aziende, istituzioni accademiche e organizzazioni internazionali e regionali.

## Storia
Lo sviluppo del telegrafo all'inizio del XIX secolo cambiò il modo in cui le persone comunicavano a livello locale e internazionale. Tra il 1849 e il 1865, una serie di accordi bilaterali e regionali tra gli Stati dell'Europa occidentale tentò di standardizzare le comunicazioni internazionali.
Nel 1865 fu concordato che era necessario un accordo globale per creare un quadro che standardizzasse le apparecchiature telegrafiche, stabilisse istruzioni operative uniformi e fissasse tariffe internazionali comuni e regole contabili. Tra il 1° marzo e il 17 maggio 1865, il governo francese ospitò le delegazioni di 20 Stati europei alla prima Conferenza telegrafica internazionale a Parigi. Questo incontro culminò nella Convenzione telegrafica internazionale, firmata il 17 maggio 1865. a seguito della Conferenza del 1865, fu fondata l'Unione telegrafica internazionale, predecessore dell'odierna ITU, come prima organizzazione internazionale di normazione. L'Unione aveva il compito di attuare i principi fondamentali della telegrafia internazionale. Tra questi figuravano: l'uso del codice Morse come alfabeto telegrafico internazionale, la protezione della segretezza della corrispondenza e il diritto di tutti di utilizzare la telegrafia internazionale.
Un altro predecessore dell'attuale ITU, l'Unione Radiotelegrafica Internazionale, fu fondato nel 1906 in occasione della prima Convenzione Radiotelegrafica Internazionale a Berlino. Alla conferenza parteciparono rappresentanti di 29 nazioni e culminò nella Convenzione Radiotelegrafica Internazionale. Un allegato alla convenzione divenne poi noto come Regolamento delle radiocomunicazioni dell'ITU. Durante la conferenza fu anche deciso che l'Ufficio dell'Unione Telegrafica Internazionale avrebbe agito anche come amministratore centrale della conferenza.
Tra il 3 settembre e il 10 dicembre 1932 si tenne una conferenza congiunta dell'Unione Telegrafica Internazionale e dell'Unione Radiotelegrafica Internazionale per fondere le due organizzazioni in un unico ente, l'Unione Internazionale delle Telecomunicazioni. La conferenza decise che la Convenzione Telegrafica del 1875 e la Convenzione Radiotelegrafica del 1927 dovevano essere unite in un'unica convenzione, la Convenzione Internazionale delle Telecomunicazioni, che abbracciava i tre settori della telegrafia, della telefonia e della radio.
Il 15 novembre 1947, un accordo tra l'ITU e le Nazioni Unite, appena costituite, ha riconosciuto l'ITU come agenzia specializzata per le telecomunicazioni globali. Questo accordo è entrato in vigore il 1° gennaio 1949, rendendo ufficialmente l'ITU un organo delle Nazioni Unite.

## Funzione
Gli scopi principali che si è prefissata alla sua creazione sono:
- Estendere la cooperazione internazionale (per migliorare le telecomunicazioni)
- Favorire lo sviluppo dei mezzi tecnici ed il loro sfruttamento più efficace
- Armonizzare gli sforzi delle nazioni verso i fini comuni

### Settori
La ITU è divisa in tre settori:
- ITU-R o Settore radiocomunicazioni (fino al 1993 CCIR, Comité consultatif international des radiocommunications): si occupa dell'organizzazione e nella ripartizione mondiale delle radiofrequenze e delle orbite dei satelliti di telecomunicazione, queste ultime limitate risorse naturali sono oggetto di una crescente domanda di fruizione da parte di diversi servizi fissi e mobili, broadcast, radioamatori, ricerche spaziali, comunicazioni di emergenza, GPS, servizi di controllo ambientale e di comunicazione, che assicurano sicurezza in cielo, terra e mare.
- ITU-T o Settore standardizzazione (fino al 1993 CCITT, Comité Consultatif international téléphonique et télégraphique): gli standard ITU costituiscono la base delle moderne tecnologie di informazione e di comunicazione. Sviluppate da gruppi di studio costituiti da esperti sia del settore pubblico che privato, le raccomandazioni ITU aiutano a gestire il traffico globale delle informazioni permettendo un armonico sviluppo sociale ed economico in tutto il mondo.
- ITU-D o Settore sviluppo (fino al 1993 BDT, Bureau de Développement des Télécommunications): il compito di questo settore è quello di consentire a tutti gli abitanti del pianeta di comunicare attraverso l'accesso a infrastrutture e ai servizi di informazione e comunicazione. Questo settore agisce in concreto come una agenzia esecutiva e specializzata delle Nazioni unite per lo sviluppo di progetti in questo ambito.

Un segretariato generale permanente, guidato dal segretario generale, gestisce il lavoro quotidiano dell'Unione e dei suoi settori.
A questi settori si è aggiunto l'International Multilateral Partnership Against Cyber Threats (IMPACT), con sede a Kuala Lumpur. Strutturata prendendo a modello le varie agenzie nazionali per le emergenze informatiche, il fine dichiarato della IMPACT è la condivisione di informazioni su virus e urgenti vulnerabilità informatiche in tutto il mondo. Finora gli USA si sono rifiutati di unirsi a quest'agenzia della ITU, in parte concorrente dell'ICANN. Ne sono membri 140 nazioni, oltre a Russia, Cina, Iran hanno esercitato pressione per un controllo intergovernativo di Internet, delegato a un'agenzia dell'ONU.
Nel dicembre 2012 si è svolto il World Conference on International Telecommunications (WCIT) a Dubai, dove l'ITU ha definito gli standard di Internet per i prossimi decenni.

## Prefissi internazionali
La ITU gestisce i prefissi internazionali dei servizi di comunicazione. 
Tali prefissi sono costituiti da combinazioni alfanumeriche assegnate ai diversi Stati. 
Il prefisso dell'Italia è IAA-IZZ.
La lista completa dei prefissi ITU è la seguente:
- AAA-ALZ  Stati Uniti
- AMA-AOZ  Spagna
- APA-ASZ  Pakistan
- ATA-AWZ  India
- AXA-AXZ  Australia
- AYA-AZZ  Argentina
- A2A-A2Z  Botswana
- A3A-A3Z  Tonga
- A4A-A4Z  Oman
- A5A-A5Z  Bhutan
- A6A-A6Z  Emirati Arabi Uniti
- A7A-A7Z  Qatar
- A8A-A8Z  Liberia
- A9A-A9Z  Bahrein
- BAA-BZZ  Cina
- CAA-CEZ  Cile
- CFA-CKZ  Canada
- CLA-CMZ  Cuba
- CNA-CNZ  Marocco
- COA-COZ  Cuba
- CPA-CPZ  Bolivia
- CQA-CUZ  Portogallo
- CVA-CXZ  Uruguay
- CYA-CZZ  Canada
- C2A-C2Z  Nauru
- C3A-C3Z  Andorra
- C4A-C4Z  Cipro
- C5A-C5Z  Gambia
- C6A-C6Z  Bahamas
- C7A-C7Z  Organizzazione Meteorologica Mondiale
- C8A-C9Z  Mozambico
- DAA-DRZ  Germania
- DSA-DTZ  Corea del Sud
- DUA-DZZ  Filippine
- D2A-D3Z  Angola
- D4A-D4Z  Capo Verde
- D5A-D5Z  Liberia
- D6A-D6Z  Comore
- D7A-D9Z  Corea del Sud
- EAA-EHZ  Spagna
- EIA-EJZ  Irlanda
- EKA-EKZ  Armenia
- ELA-ELZ  Liberia
- EMA-EOZ  Ucraina
- EPA-EQZ  Iran
- ERA-ERZ  Moldavia
- ESA-ESZ  Estonia
- ETA-ETZ  Etiopia
- EUA-EWZ  Bielorussia
- EXA-EXZ  Kirghizistan
- EYA-EYZ  Tagikistan
- EZA-EZZ  Turkmenistan
- E2A-E2Z  Thailandia
- E3A-E3Z  Eritrea
- E4A-E4Z  Palestina
- E5A-E5Z  Isole Cook
- E6A-E6Z  Niue
- E7A-E7Z  Bosnia ed Erzegovina
- FAA-FZZ  Francia
- GAA-GZZ  Regno Unito
- HAA-HAZ  Ungheria
- HBA-HBZ  Svizzera
- HCA-HDZ  Ecuador
- HEA-HEZ  Svizzera
- HFA-HFZ  Polonia
- HGA-HGZ  Ungheria
- HHA-HHZ  Haiti
- HIA-HIZ  Rep. Dominicana
- HJA-HKZ  Colombia
- HLA-HLZ  Corea del Sud
- HMA-HMZ  Corea del Nord
- HNA-HNZ  Iraq
- HOA-HPZ  Panama
- HQA-HRZ  Honduras
- HSA-HSZ  Thailandia
- HTA-HTZ  Nicaragua
- HUA-HUZ  El Salvador
- HVA-HVZ  Città del Vaticano
- HWA-HYZ  Francia
- HZA-HZZ  Arabia Saudita
- H2A-H2Z  Cipro
- H3A-H3Z  Panama
- H4A-H4Z  Isole Salomone
- H6A-H7Z  Nicaragua
- H8A-H9Z  Panama
- IAA-IZZ  Italia
- JAA-JSZ  Giappone
- JTA-JVZ  Mongolia
- JWA-JXZ  Norvegia
- JYA-JYZ  Giordania
- JZA-JZZ  Indonesia
- J2A-J2Z  Gibuti
- J3A-J3Z  Grenada
- J4A-J4Z  Grecia
- J5A-J5Z  Guinea-Bissau
- J6A-J6Z  Saint Lucia
- J7A-J7Z  Dominica
- J8A-J8Z  Saint Vincent e Grenadine
- KAA-KZZ  Stati Uniti
- LAA-LNZ  Norvegia
- LOA-LWZ  Argentina
- LXA-LXZ  Lussemburgo
- LYA-LYZ  Lituania

- LZA-LZZ  Bulgaria
- L2A-L9Z  Argentina
- MAA-MZZ  Regno Unito
- NAA-NZZ  Stati Uniti
- OAA-OCZ  Perù
- ODA-ODZ  Libano
- OEA-OEZ  Austria
- OFA-OJZ  Finlandia
- OKA-OLZ  Rep. Ceca
- OMA-OMZ  Slovacchia
- ONA-OTZ  Belgio
- OUA-OZZ  Danimarca
- PAA-PIZ  Paesi Bassi
- PKA-POZ  Indonesia
- PPA-PYZ  Brasile
- PZA-PZZ  Suriname
- P2A-P2Z  Papua Nuova Guinea
- P3A-P3Z  Cipro
- P4A-P4Z  Aruba
- P5A-P9Z  Corea del Nord
- RAA-RZZ  Russia
- SAA-SMZ  Svezia
- SNA-SRZ  Polonia
- SSA-SSM  Egitto
- SSN-STZ  Sudan
- SUA-SUZ  Egitto
- SVA-SZZ  Grecia
- S2A-S3Z  Bangladesh
- S5A-S5Z  Slovenia
- S6A-S6Z  Singapore
- S7A-S7Z  Seychelles
- S8A-S8Z  Sudafrica
- S9A-S9Z  São Tomé e Príncipe
- TAA-TCZ  Turchia
- TDA-TDZ  Guatemala
- TEA-TEZ  Costa Rica
- TFA-TFZ  Islanda
- TGA-TGZ  Guatemala
- THA-THZ  Francia
- TIA-TIZ  Costa Rica
- TJA-TJZ  Camerun
- TKA-TKZ  Francia
- TLA-TLZ  Rep. Centrafricana
- TMA-TMZ  Francia
- TNA-TNZ  Rep. del Congo
- TOA-TQZ  Francia
- TRA-TRZ  Gabon
- TSA-TSZ  Tunisia
- TTA-TTZ  Ciad
- TUA-TUZ  Costa d'Avorio
- TVA-TXZ  Francia
- TYA-TYZ  Benin
- TZA-TZZ  Mali
- T2A-T2Z  Tuvalu
- T3A-T3Z  Kiribati
- T4A-T4Z  Cuba
- T5A-T5Z  Somalia
- T6A-T6Z  Afghanistan
- T7A-T7Z  San Marino
- T8A-T8Z  Palau
- UAA-UIZ  Russia
- UJA-UMZ  Uzbekistan
- UNA-UQZ  Kazakistan
- URA-UZZ  Ucraina
- VAA-VGZ  Canada
- VHA-VNZ  Australia
- VOA-VOZ  Canada
- VPA-VQZ  Regno Unito
- VRA-VRZ  Hong Kong
- VSA-VSZ  Regno Unito
- VTA-VWZ  India
- VXA-VYZ  Canada
- VZA-VZZ  Australia
- V2A-V2Z  Antigua e Barbuda
- V3A-V3Z  Belize
- V4A-V4Z  Saint Kitts e Nevis
- V5A-V5Z  Namibia
- V6A-V6Z  Micronesia
- V7A-V7Z  Isole Marshall
- V8A-V8Z  Brunei
- WAA-WZZ  Stati Uniti
- XAA-XIZ  Messico
- XJA-XOZ  Canada
- XPA-XPZ  Danimarca
- XQA-XRZ  Cile
- XSA-XSZ  Cina
- XTA-XTZ  Burkina Faso
- XUA-XUZ  Cambogia
- XVA-XVZ  Vietnam
- XWA-XWZ  Laos
- XXA-XXZ  Macao
- XYA-XZZ  Birmania
- YAA-YAZ  Afghanistan
- YBA-YHZ  Indonesia
- YIA-YIZ  Iraq
- YJA-YJZ  Vanuatu
- YKA-YKZ  Siria
- YLA-YLZ  Lettonia
- YMA-YMZ  Turchia
- YNA-YNZ  Nicaragua
- YOA-YRZ  Romania

- YSA-YSZ  El Salvador
- YTA-YUZ  Serbia
- YVA-YYZ  Venezuela
- Y2A-Y9Z  Germania
- ZAA-ZAZ  Albania
- ZBA-ZJZ  Regno Unito
- ZKA-ZMZ  Nuova Zelanda
- ZNA-ZOZ  Regno Unito
- ZPA-ZPZ  Paraguay
- ZQA-ZQZ  Regno Unito
- ZRA-ZUZ  Sudafrica
- ZVA-ZZZ  Brasile
- Z2A-Z2Z  Zimbabwe
- Z3A-Z3Z  Macedonia del Nord
- Z8A-Z8Z  Sudan del Sud
- 2AA-2ZZ  Regno Unito
- 3AA-3AZ  Monaco
- 3BA-3BZ  Mauritius
- 3CA-3CZ  Guinea Equatoriale
- 3DA-3DM  eSwatini
- 3DN-3DZ  Figi
- 3EA-3FZ  Panama
- 3GA-3GZ  Cile
- 3HA-3UZ  Cina
- 3VA-3VZ  Tunisia
- 3WA-3WZ  Vietnam
- 3XA-3XZ  Guinea
- 3YA-3YZ  Norvegia
- 3ZA-3ZZ  Polonia
- 4AA-4CZ  Messico
- 4DA-4IZ  Filippine
- 4JA-4KZ  Azerbaigian
- 4LA-4LZ  Georgia
- 4MA-4MZ  Venezuela
- 4OA-4OZ  Montenegro
- 4PA-4SZ  Sri Lanka
- 4TA-4TZ  Perù
- 4UA-4UZ  Nazioni Unite
- 4VA-4VZ  Haiti
- 4WA-4WZ  Timor Est
- 4XA-4XZ  Israele
- 4YA-4YZ  Organizzazione Internazionale dell'Aviazione Civile
- 4ZA-4ZZ  Israele
- 5AA-5AZ  Libia
- 5BA-5BZ  Cipro
- 5CA-5GZ  Marocco
- 5HA-5IZ  Tanzania
- 5JA-5KZ  Colombia
- 5LA-5MZ  Liberia
- 5NA-5OZ  Nigeria
- 5PA-5QZ  Danimarca
- 5RA-5SZ  Madagascar
- 5TA-5TZ  Mauritania
- 5UA-5UZ  Niger
- 5VA-5VZ  Togo
- 5WA-5WZ  Samoa
- 5XA-5XZ  Uganda
- 5YA-5ZZ  Kenya
- 6AA-6BZ  Egitto
- 6CA-6CZ  Siria
- 6DA-6JZ  Messico
- 6KA-6NZ  Corea del Sud
- 6OA-6OZ  Somalia
- 6PA-6SZ  Pakistan
- 6TA-6UZ  Sudan
- 6VA-6WZ  Senegal
- 6XA-6XZ  Madagascar
- 6YA-6YZ  Giamaica
- 6ZA-6ZZ  Liberia
- 7AA-7IZ  Indonesia
- 7JA-7NZ  Giappone
- 7OA-7OZ  Yemen
- 7PA-7PZ  Lesotho
- 7QA-7QZ  Malawi
- 7RA-7RZ  Algeria
- 7SA-7SZ  Svezia
- 7TA-7YZ  Algeria
- 7ZA-7ZZ  Arabia Saudita
- 8AA-8IZ  Indonesia
- 8JA-8NZ  Giappone
- 8OA-8OZ  Botswana
- 8PA-8PZ  Barbados
- 8QA-8QZ  Maldive
- 8RA-8RZ  Guyana
- 8SA-8SZ  Svezia
- 8TA-8YZ  India
- 8ZA-8ZZ  Arabia Saudita
- 9AA-9AZ  Croazia
- 9BA-9DZ  Iran
- 9EA-9FZ  Etiopia
- 9GA-9GZ  Ghana
- 9HA-9HZ  Malta
- 9IA-9JZ  Zambia
- 9KA-9KZ  Kuwait
- 9LA-9LZ  Sierra Leone
- 9MA-9MZ  Malaysia
- 9NA-9NZ  Nepal
- 9OA-9TZ  RD del Congo
- 9UA-9UZ  Burundi
- 9VA-9VZ  Singapore
- 9WA-9WZ  Malaysia
- 9XA-9XZ  Ruanda
- 9YA-9ZZ  Trinidad e Tobago